# Hideo Yokoyama
Hideo Yokoyama (横山 秀夫, Yokoyama Hideo, né en 1957), est un auteur japonais de roman policier. Il est souvent comparé à Georges Simenon.[réf. nécessaire]

## Œuvres
- Kuraimãzu hai (2003)
- Rokuyon (2012)
- Six-quatre (2016)[2]

## Adaptations de ses œuvres au cinéma
- 2004 : Han'ochi (半落ち?) de Kiyoshi Sasabe